# تريفور دان (منتج تلفزيوني)
تريفور دان (بالإنجليزية: Trevor Dann)‏ هو منتج تلفزيوني بريطاني، ولد في 1951.

## وصلات خارجية
- تريفور دان على موقع ميوزك برينز (الإنجليزية)